# Rastede
Rastede est une commune allemande située en Basse-Saxe dans l'arrondissement d'Ammerland.

## Histoire
| Appartenances historiques Comté d'Oldenbourg 1108-1774 Duché d'Oldenbourg 1774-1811 Empire français (Bouches-du-Weser) 1811-1814 Duché d'Oldenbourg 1814-1829 Grand-duché d'Oldenbourg 1829-1918 République de Weimar 1918-1933 Reich allemand 1933-1945 Allemagne occupée 1945-1949 Allemagne 1949-présent |

Rastede a été mentionnée pour la première fois dans un document officiel en 1059 lors de la fondation de son église.
Rastede est une grande ville qui contient plusieurs communes.

## Économie
Le siège de l'entreprise de vente de prêt -à-porter par correspondance Ulla Popken se trouve à Rastede.